# Миниатюрная скульптура
Миниатюрная скульптура (среди искусствоведов более распространено название «мелкая вещь») — род объёмных сюжетных или монофигурных изображений небольших размеров, обыкновенно не превышающих 2—5 сантиметров по высоте, создаваемых из самых различных материалов.
Данный вид искусства чаще тяготеет к декоративно-прикладному, хотя известно довольно много экспонатов, находящихся в музеях мира, которые большая часть экспертов причисляет к высокому искусству (например, мелкая пластика из дерева и кости, созданная в Германии, Нидерландах и Италии в так называемый период «пламенеющей готики». Нельзя также не вспомнить образцы глиптики Древнего мира, в первую очередь греческие камеи, часть из которых была создана не просто в технике рельефного изображения, но и в технике высокого рельефа с частичным или полным отрывом фигуры от фона, то есть в технике горельефа.)
Несомненно, данный вид искусства берёт своё начало с самых первых попыток человека разумного (Homo sapiens) создать образ вещественного мира или даже абстрактный образ в виде амулета.
В связи с тем, что многим людям недоступно владение образцами большой скульптуры ввиду её размеров и немалой стоимости, практически на всём протяжении существования современной цивилизации миниатюрная скульптура была востребована и в разные века наблюдался то всплеск интереса к ней, то столь же стремительное порой угасание этого интереса. В наше время, когда большая часть современного человечества скована рамками объёма жилых помещений, вновь отмечено нарастание интереса к данному виду творчества как у мастеров, работающих в данной технике, так и у их потенциальных покупателей.
Конечно теперь довольно трудно представить себе мастера, способного позволить себе потратить месяцы или даже годы на завершение всего одной работы, но в настоящее время появляется большое количество новых материалов, позволяющих ускорить процесс создания миниатюрной скульптуры от эскиза до готового изделия (например полимерная глина, используемая для прототипирования моделей). Кроме того, сейчас стали уже доступными для рядового потребителя станки с числовым программным управлением, с помощью которых созданная на компьютере 3D-модель может быть переведена в твёрдый материал.
Впрочем, нельзя не отметить, что истинные приверженцы данного вида творчества предпочитают всё же создавать миниатюрную скульптуру исключительно по старинке, используя классические приёмы работы и инструменты.